# Abu'l-Qásim Faizi
Abu'l-Qásim Faizi o Fayḍí (1906–1980) fue un bahaí persa. Estudió en la Universidad Americana de Beirut.
Se casó con Gloria `Alá'í en 1939. Juntos fueron pioneros en Irak y Baréin. Shoghi Effendi lo llamó el "conquistador espiritual" de Arabia, y lo nombró Mano de la Causa de Dios en 1957.